# Charlotte Beaumont
Charlotte Beaumont (Watford, 1995) is een Brits actrice.

## Carrière
Beaumont begon in 2009 met acteren in de korte film Mixtape, waarna zij nog meerdere rollen speelde in films en televisieseries. Zij is het meest bekend van haar rol als Chloe Latimer in de televisieserie Broadchurch waar zij in 13 afleveringen speelde (2013-2015).

## Filmografie

### Films
Uitgezonderd korte films. 
- 2016: The Windmill Massacre - als Jennifer
- 2015: Jupiter Ascending - als Kiza
- 2014: Tommy Cooper: Not Like That, Like This - als Vicky Cooper
- 2012: 6 Bullets - als Becky Fayden
- 2010: Sex & Drugs & Rock & Roll - als Jemima Dury

### Televisieseries
- 2015: Waterloo Road - als Kenzie Calhoun - 10 afl.
- 2013-2015: Broadchurch - als Chloe Latimer - 13 afl.
- 2013: Coming Up - als Ellie - 1 afl.
- 2012: Skins - als Cheska - 1 afl.
- 2010: Doctors - als Daisy Wakefield - 1 afl.
- 2010: EastEnders - als Tasha - 4 afl.
- 2010: Holby City - als Tammy Riley - 1 afl.

- Library of Congress Control Number: no2018095275
- Virtual International Authority File: 8812153289946132770001
- WorldCat: E39PBJvd84RmT3Tkv6BrCxyWXd